# Abaújkér megállóhely
Abaújkér megállóhely egy Borsod-Abaúj-Zemplén vármegyei vasútállomás, Abaújkér településen, a MÁV üzemeltetésében. A belterület északnyugati széle közelében helyezkedik el, közvetlenül a 39-es főút vasúti keresztezése mellett, annak északi oldalán, alig száz méterre a főút, a 3705-ös és a 3713-as utak településközponti csomópontjától.

## Vasútvonalak
A megállóhelyet az alábbi vasútvonalak érintik:
- Szerencs–Hidasnémeti-vasútvonal

## Kapcsolódó állomások
A megállóhelyhez az alábbi állomások vannak a legközelebb:
- Abaújszántó vasútállomás (Szerencs–Hidasnémeti-vasútvonal)
- Boldogkőváralja megállóhely (Szerencs–Hidasnémeti-vasútvonal)

## Forgalom
| Járat        | Útvonal | Gyakoriság                    |
| ------------ | --- | ----------------------------- |
| személyvonat | Abaújszántó – Abaújkér – Boldogkőváralja – Korlát-Vizsoly – Fony – Hejce-Vilmány – Göncruszka – Gönc – Zsujta – Hidasnémeti | Napi 3 pár, nyáron napi 5 pár |